# 31 فبراير

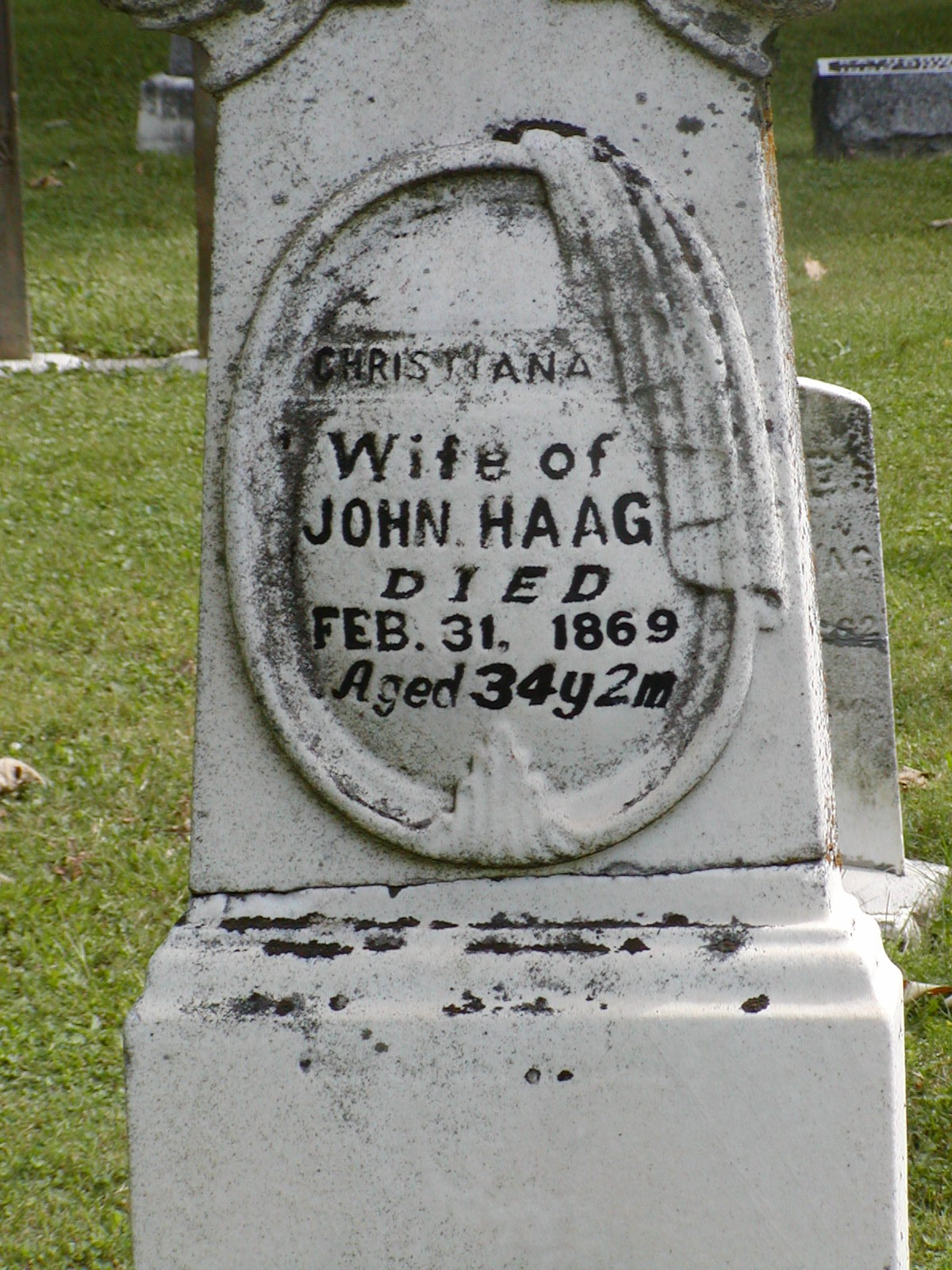
شاهد قبر يُظهر 31 فبراير

31 فبراير تاريخ وهمي يستخدم للدلالة أن المعلومات مصطنعة وليست حقيقية كما الحال في 30 فبراير ولكن الأخير تستخدمه بعض التقاويم بشكل حقيقي ، ومن الأمثلة شاهد في مقبرة القديس بطرس المهجورة ومكتوب أن جون هونسلو , توفي في 31 فبراير 1871 .